# Honor (film)
Honor è un film statunitense del 2006 diretto da David Worth.

## Trama
Raymond e Gabriel sono due vicini di casa che si trovano coinvolti in una guerra tra le bande di strada e la polizia, dovendo scegliere da quale parte schierarsi. Raymond finisce in carcere mentre Gabriel deve andare a combattere in terra straniera. Riunitisi e tornati nel loro quartiere, devono combattere per mantenere intatto il loro onore.

## Produzione
Evan Grayson si è esercitato per tre mesi nell'uso del coltello a farfalla, prima di interpretare la scena del combattimento al coltello contro un agente di polizia.
Il film è stato girato in esterni a Los Angeles, in California, Stati Uniti d'America.

## Distribuzione
Il film è stato distribuito nelle sale cinematografiche statunitensi a partire dal 29 luglio del 2006 ed è uscito successivamente in home video il 27 febbraio 2007. In altre nazioni il film è stato distribuito direct-to-video, come ad esempio in Giappone (20 dicembre 2006) o Francia (18 maggio 2010).
Il film è internazionalmente noto quasi ovunque con il titolo in inglese di Honor. Fa eccezione il Portogallo, dove è stato tradotto in portoghese con il titolo di Honra.

## Accoglienza
Nell'aggregatore di recensioni Rotten Tomatoes, il film ottiene una media di 2,4 su 5 da parte degli utenti. Su FilmAffinity il film ottiene una media di 3,7 su 10, da parte degli utenti.